# Rýnská Falc
Falc (německy Pfalz, falcky Palz, z latinského Palatinatum) neboli Rýnská Falc (německy Rheinpfalz), případně Dolní Falc (Unterpfalz), Rýnské Bavorsko či počeštěle „Falcko“, je historické území a region po obou březích řeky Rýn, resp. v současnosti spíše už jen na levém břehu řeky. V současnosti je většina území součástí německé spolkové země Porýní-Falc (Rheinland-Pfalz), ale menší část (pravobřežní) je součástí spolkové země Bádensko-Württembersko. Naproti tomu tzv. Horní Falc je součástí spolkové země Bavorsko (jako vládní obvod) a s rýnskou neboli dolní Falcí je pojí pouze název.

## Historie
Rýnská Falc vznikla přesunutím lotrinského falckrabství z oblasti kolem Cách a od dolního toku Rýna přes Moselu ke střednímu a hornímu toku Rýna do povodí dolního Neckaru v 11. a 12. století Centrem bylo nejprve Alzey a později Heidelberg. První zmínka o porýnské Falci pochází z roku 1093.

### Rýnské falckrabství

Znak falckrabství za vlády Štaufů a Welfů

Roku 1156 udělil císař Fridrich I. Barbarossa svému nevlastním bratru rýnské falckrabství v léno. Území Rýnské Falce tvořily statky lotrinského falckrabství, sálsko-štaufských domén a fojtství a církevní domény (biskupství špýrské a wormské, říšské opatství Lorsch). Po krátké vládě Welfů (v letech 1195–1214), připadla Falc Ludvíku I. Bavorskému, jehož syn Ota II. se v roce 1225 oženil s dědičkou Welfů Anežkou († 1267) a tím Falc definitivně připadla Wittelsbachům. Do roku 1329 bylo Rýnské falckrabství spojeno s vévodstvím bavorským. Císař Ludvík IV. Bavor musel roku 1329 svým synovcům odstoupit vedle rýnských držav většinu bavorské Nordgau, tj. pozdější Horní Falce; na základě této smlouvy se rod Wittelsbachů rozdělil na starší falckou a mladší bavorskou hlavní linii a o kurfiřtskou hodnost se měly dělit. Starší falcká linie ale získala kurfiřtskou hodnost pro sebe v roce 1356.

### Falcké kurfiřtství (kurfiřtská Falc, Kurpfalz)

Znak kurfiřtství za vlády Wittelsbachů

Znak kurfiřtství za vlády rodu Falc-Simmern

Varianta znaku za vlády rodu Falc-Simmern

Zlatou bulou Karla IV. v roce 1356 získal falckrabě rýnský kurfiřtskou hodnost jako tzv. nejvyšší stolník. Rozkvětu dosáhla Falc za Ruprechta I. a současně maximálního územního rozšíření. Po smrti Ruprechta III. Falckého (římský král Ruprecht I.) vytvořili jeho synové čtyři linie, mezi něž bylo území rozděleno. Za kurfiřta Fridricha I. (1499–1576) došlo k rozšíření území a falcká léna se nacházela až v Alsasku. Fridrich V. Falcký ztratil svou zemi ve prospěch bavorských Wittelsbachů.
V průběhu třicetileté války byl rýnský falckrabě Fridrich V. (u nás známý jako zimní král Fridrich Falcký), bojující proti císaři, zbaven svých držav Horní a Dolní Falce včetně kurfiřtské hodnosti, jež byly v roce 1623 uděleny bavorskému vévodovi Maxmiliánovi I. Následně vestfálským mírem z roku 1648 byla rýnská (Dolní) Falc navrácena synovi Fridricha Falckého Karlu Ludvíkovi a současně mu byla udělena nová kurfiřtská hodnost, ale musel se však vzdát Horní Falce a původního kurfiřtského hlasu ve prospěch Bavorska. Počet volitelů (kurfiřtů) se tak zvýšil na osm.
V té době francouzský král Ludvík XIV. současně vznesl nárok na území Falce a tak vypukla válka o dědictví falcké (1688). Vládnoucí linie Pfalz-Simmern vymřela roku 1685 Karlem II., po které nastoupila linie Pfalz-Neuburg, která se roku 1569 oddělila od linie Zweibrükenské a roku 1614 získala vévodství Jülich a Berg; tu pak od roku 1614 následovala samostatná linie Falc-Sulzbach. Po dlouholetém sporu došlo za Karla III. Filipa (1724) k míru s bavorskou větví Wittelsbachů, ještě předtím se falcký dvůr přestěhoval z Heidelbergu do Mannheimu (1720).
V roce 1777 umírá bavorský vévoda a kurfiřt Maxmilián III. Josef na neštovice. Jeho smrtí vymírá mladší bavorská linie Wittelsbachů a v Bavorsku nastupuje falcká linie tohoto rodu. Brzy nato propuká válka o bavorské dědictví, v jejímž důsledku Bavorsko ztrácí Innskou čtvrť.

### Falc součástí Bavorska

Rýnská Falc sjednocená s Bavorským královstvím v roce 1871

Když byly roku 1777 Rýnská Falc a Bavorsko spojeny, rozhodl se (dvojí) kurfiřt Karel Theodor přestěhovat hlavní město do Mnichova. Roku 1799 tak byly všechny wittelsbašské državy opět sjednoceny. Po smrti Karla Teodora (a vymření linie Falc-Sulzbach) roku 1799 nabyli Bavorské a Falcké kurfiřtství vévodové Zweibrückenští v osobě Maxmiliána IV. Josefa (Falc-Zweibrücken-Birkenfeld-Bischweiler). Za revolučních válek v 90. letech 18. století připadly země na levém břehu Rýna a Jülich Francii. Falcké země na pravém břehu Rýna připadly roku 1803 Bádensku a vévodství Berg Vestfálsku.
Roku 1806 se Bavorské kurfiřtství stalo královstvím a Wittelsbachové vládli až do roku 1918. Rýnská Falc se stala normální součástí Bavorského království. Po roce 1815 zde byl vytvořen Bavorský porýnský okrsek, od roku 1838 nazýván Porýní-Falc; (Bavorská Falc a Bavorská rýnská Falc); ostatní bývalá menší falcká území připadla Prusku a Hesensku-Darmstadtsku.

### Moderní dějiny Falce

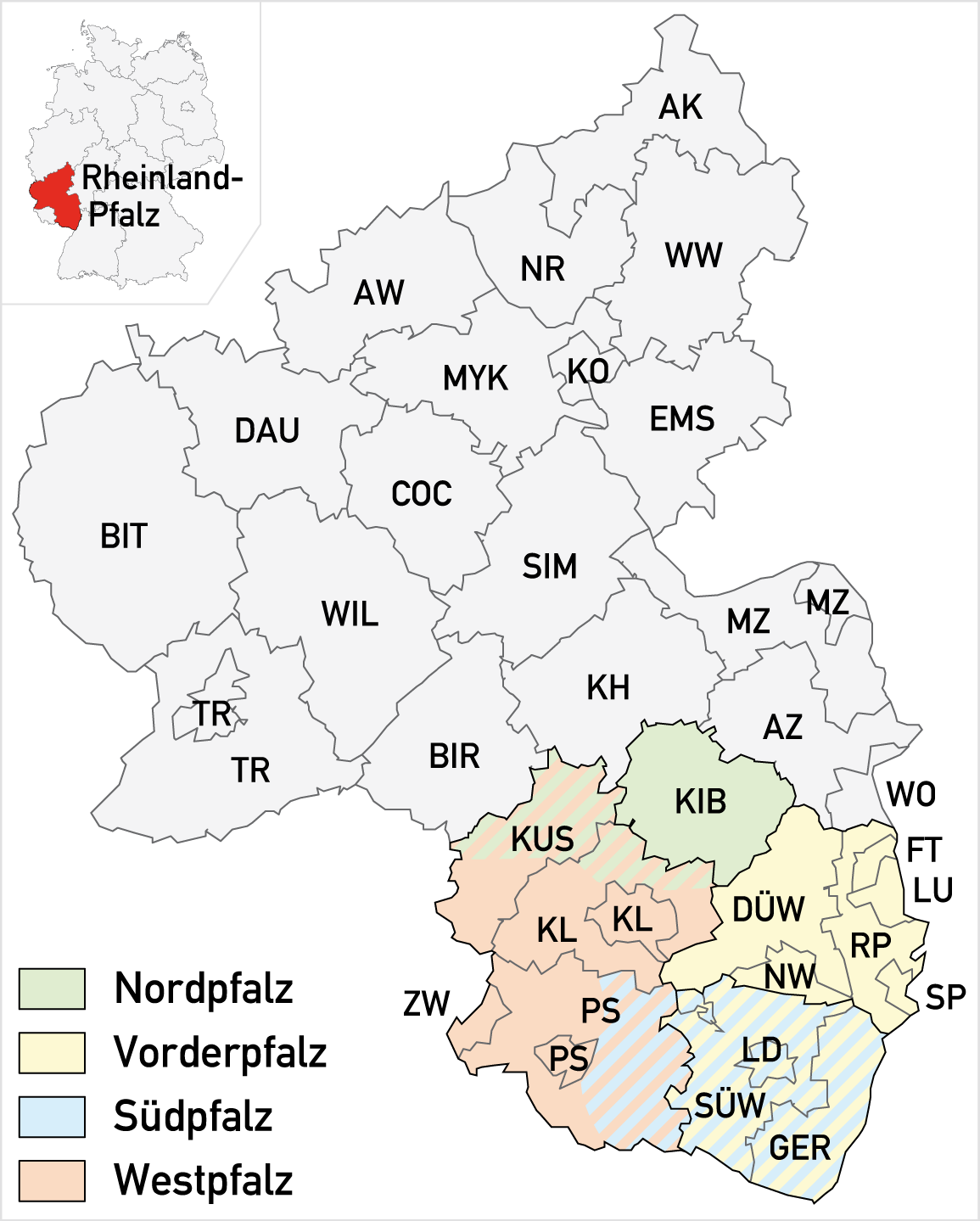
Administrativní členění moderní spolkové země Porýní-Falc

Od roku 1918 do roku 1930 byla porýnská Falc obsazena Francií, roku 1920 připadly některé malé části Falce Sársku. 6. listopadu 1923 vyhlásili separatističtí falčtí politikové tzv. svobodnou Falc jako součást Porýnské republiky. Rýnská Falc zůstala do roku 1940 součástí Bavorska a spolu se Sárskem pak tvořila župu Sársko-Falc. Po roce 1945 připadla Falc do francouzské okupační zóny, kde se v roce stala součástí nové spolkové země Porýní-Falc. V letech 1946–1968 tvořila porýnská Falc v této spolkové zemi okres Falc a od roku 1968 je součástí země Porýní-Falc.